# 서양말냉이족
서양말냉이족(西洋---族, 학명: Iberideae 이베리데아이[*])은 배추과의 족이다.

## 하위 분류
- 서양말냉이속(Iberis Dill. ex L.)
- Teesdalia W.T.Aiton